# قانون التعرض للكائنات الفضائية
قانون التعرض للكائنات الفضائية هو خطوة أساسية لضمان سلامة البشرية والبيئة الأرضية أثناء استكشاف الفضاء. يتطلب نجاح هذا القانون تعاونًا دوليًا وتحديثًا مستمرًا بما يتماشى مع التطورات العلمية والتكنولوجية.

## مقدمة

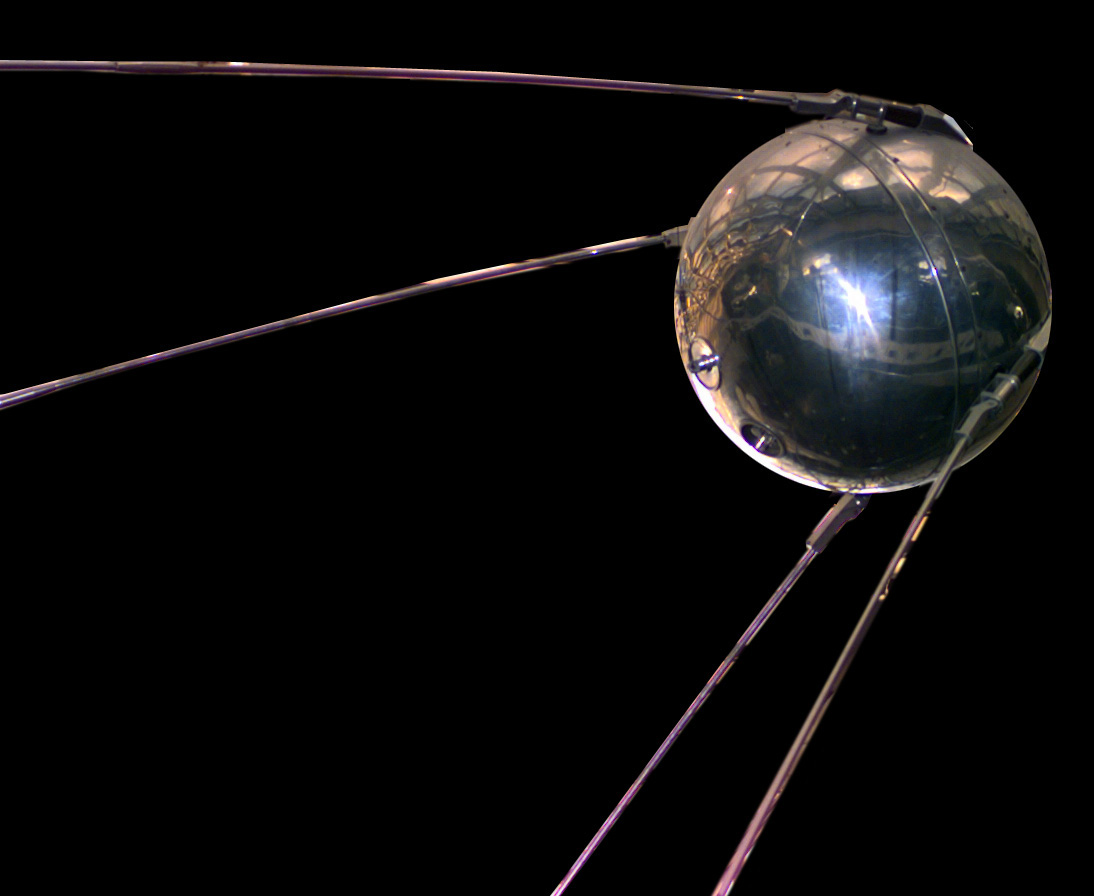
نموذج لقمر سبوتنك-1

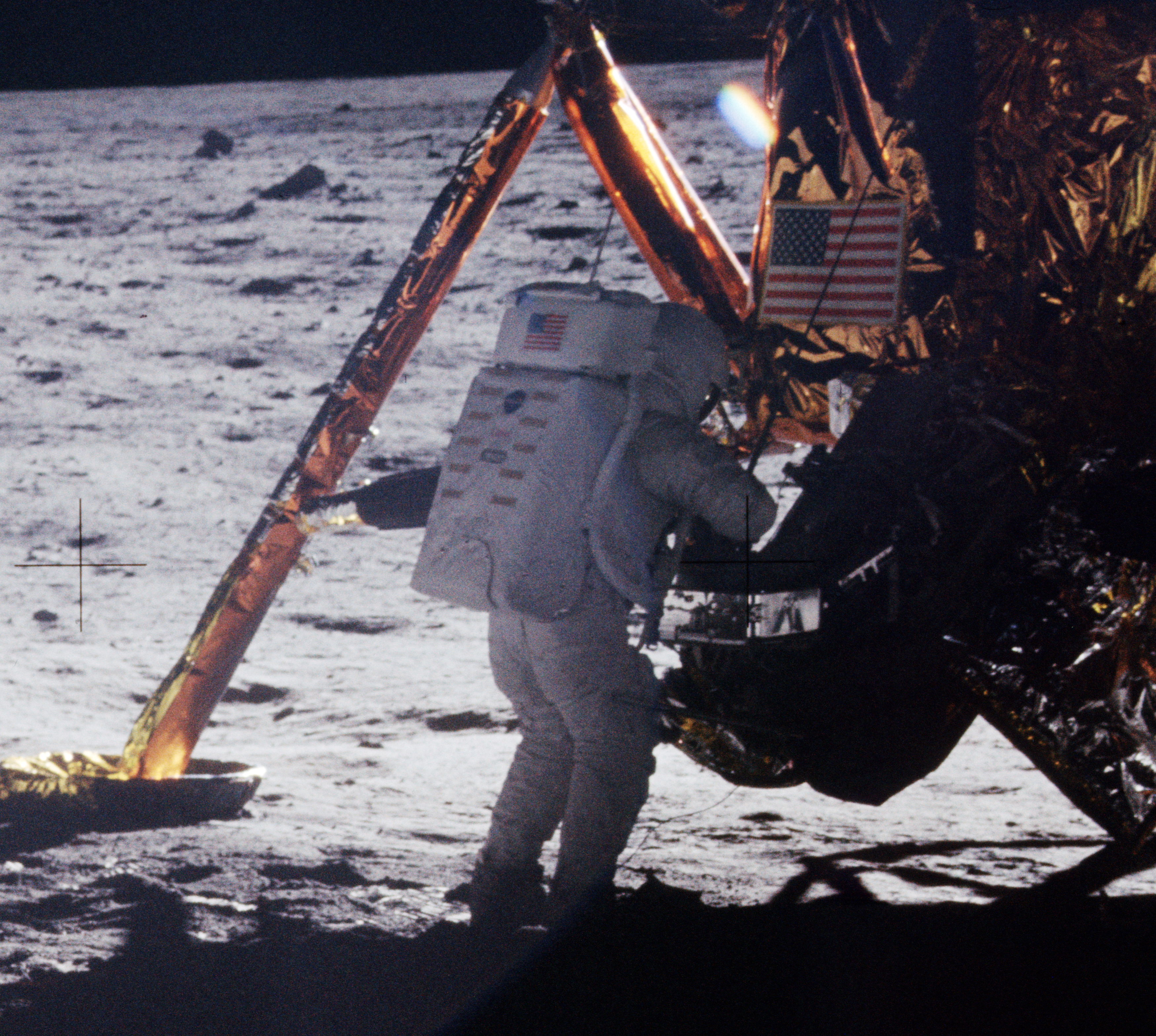
نيل آرمسترونغ يهبط على القمر

لطالما أثارت فكرة الكائنات الفضائية فضول الإنسان، وأصبحت موضوعًا رئيسيًا في العلوم والخيال العلمي. مع تقدم تكنولوجيا استكشاف الفضاء وازدياد احتمالات التواصل أو التفاعل مع الكائنات الفضائية، ظهرت الحاجة إلى إطار قانوني ينظم التعرض لهذه الكائنات، لحماية البشر والبيئة من المخاطر المحتملة. "قانون التعرض للكائنات الفضائية" (Extraterrestrial Exposure Law) هو جزء من هذا الإطار القانوني، والذي يهدف إلى وضع قواعد للتعامل مع المواد أو الكائنات غير الأرضية.

## القانون
قانون التعرض للكائنات الفضائية يشير إلى القواعد التي تنظم التعامل مع المواد أو الكائنات التي قد تأتي من خارج كوكب الأرض. هذه القوانين تهدف إلى: 
1. حماية الصحة العامة: منع انتشار الأمراض أو المواد الملوثة.
2. ضمان السلامة البيئية: تجنب التهديدات المحتملة على النظام البيئي الأرضي.
3. توفير الإرشادات القانونية: تنظيم الأبحاث، والبعثات الفضائية، والتفاعل مع المواد أو الكائنات الفضائية.

## التطور التاريخي للقانون
- قانون الحجر الصحي للأحياء الفضائية لعام 1969:

أقرّت وكالة ناسا هذا القانون بموجب "قانون اللوائح الفيدرالية" في الولايات المتحدة (Title 14, Part 1211). يهدف هذا القانون إلى منع التلوث الأرضي الناتج عن الكائنات أو المواد الفضائية، وينص على فرض حجر صحي صارم على أي كائن أو مادة يتم جلبها من الفضاء.
- معاهدة الفضاء الخارجي لعام 1967:

تعد معاهدة الفضاء الخارجي الأساس القانوني الدولي لإدارة الأنشطة الفضائية. المادة التاسعة من المعاهدة تطالب الدول بتجنب التلوث الضار الناتج عن استكشاف الفضاء وضمان ألا تؤدي الأنشطة الفضائية إلى أضرار بيئية.
- تعديل القانون في 1991:

تم إلغاء "قانون الحجر الصحي للأحياء الفضائية" بعد تقييم المخاطر بأنه غير ضروري في ضوء التقدم العلمي، لكن بقيت معاهدة الفضاء الخارجي واللوائح الأخرى مرجعًا للتعامل مع الكائنات الفضائية.

## أهداف القانون
- الوقاية من التلوث الكوكبي

التلوث الكوكبي ينقسم إلى:

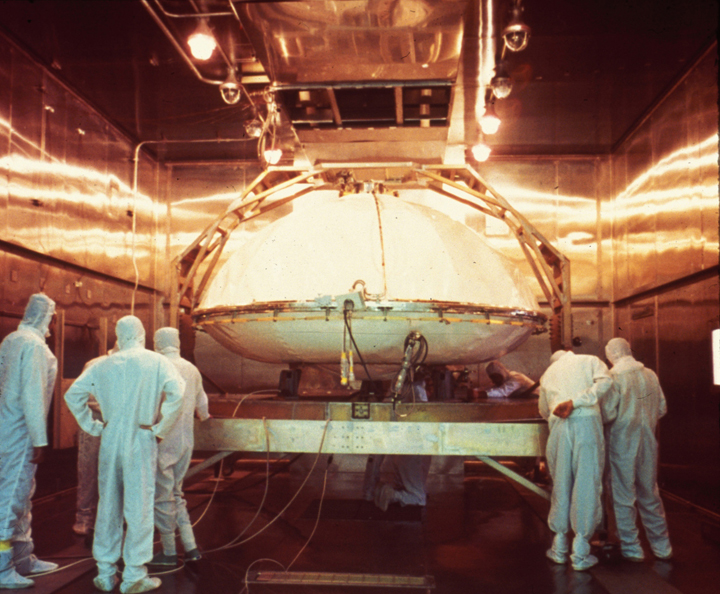
إحدى مركبات الفايكنج التي يتم تجهيزها للتعقيم بالحرارة الجافة.

1. التلوث الخلفي (Back Contamination): نقل مواد أو كائنات من الفضاء إلى الأرض. [1]

1. التلوث الأمامي (Forward Contamination): نقل مواد أو كائنات أرضية إلى أجرام سماوية أخرى، مما قد يؤثر على بيئتها أو أي حياة محتملة فيها.

- تعزيز التعاون الدولي

1.التشريعات الخاصة بالكائنات الفضائية تعتمد على التعاون بين الدول، حيث أن استكشاف الفضاء مهمة مشتركة.
- ضمان الأمان القانوني

1. توفير إطار قانوني ينظم التعامل مع المواقف التي قد تنشأ عن التعرض للكائنات أو المواد الفضائية.

## التحديات المتعلقة بالقانون
- غياب المعرفة العلمية الكاملة

1. لا يزال هناك غموض كبير حول طبيعة الحياة أو المواد الفضائية، مما يجعل من الصعب وضع قوانين دقيقة.
- التقدم التكنولوجي السريع

1.التطور التكنولوجي السريع يفرض تحديات جديدة أمام القوانين الحالية، مما يتطلب تعديلات مستمرة.
- التنسيق الدولي
  - تباين التشريعات الوطنية بين الدول قد يؤدي إلى تناقضات في كيفية التعامل مع الكائنات الفضائية.

## الأطر القانونية الحالية
1. اللجنة الأممية لاستخدام الفضاء الخارجي في الأغراض السلمية (COPUOS)
- تعمل على وضع معايير دولية لاستكشاف الفضاء.

2.اللوائح الوطنية
- بعض الدول، مثل الولايات المتحدة وروسيا، لديها لوائح وطنية تغطي التعامل مع المواد الفضائية.

- الوكالات الفضائية

1. ناسا: وضعت إرشادات صارمة للتعامل مع عينات مأخوذة من المريخ أو القمر.
2. وكالة الفضاء الأوروبية: تطبق قواعد مماثلة لضمان السلامة.

## آفاق المستقبل
مع استمرار استكشاف الفضاء، قد يصبح قانون التعرض للكائنات الفضائية أكثر تعقيدًا. تشمل التحديات المستقبلية:
1. تعامل مع الكائنات الفضائية الذكية: وضع بروتوكولات للتواصل أو التفاعل مع أي حياة ذكية محتملة.
2. القضايا الأخلاقية: ضمان احترام الحياة الفضائية وعدم استغلالها.
3. تطوير لوائح جديدة: تشمل بعثات المريخ والتعدين الفضائي.

## معرض صور

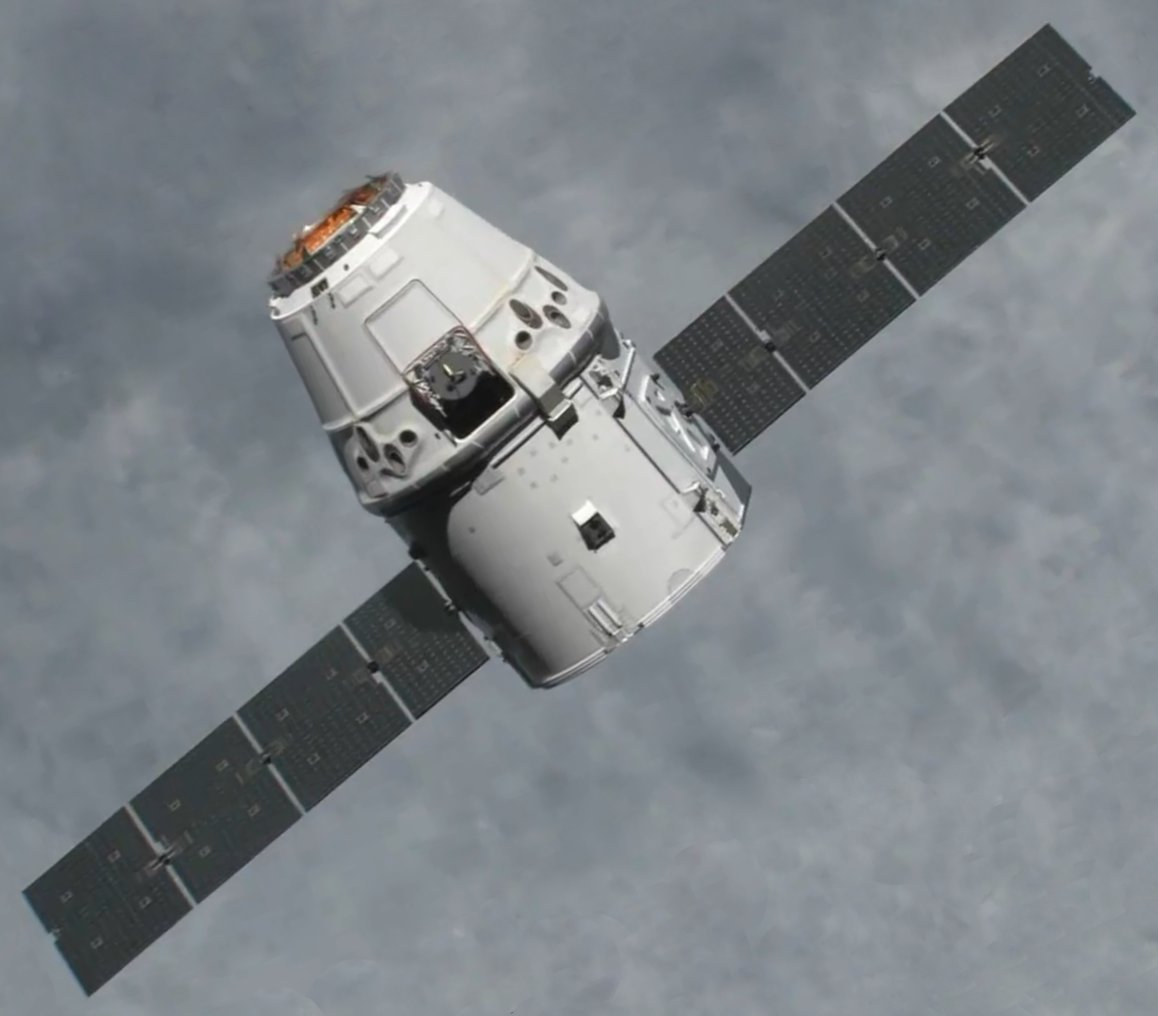
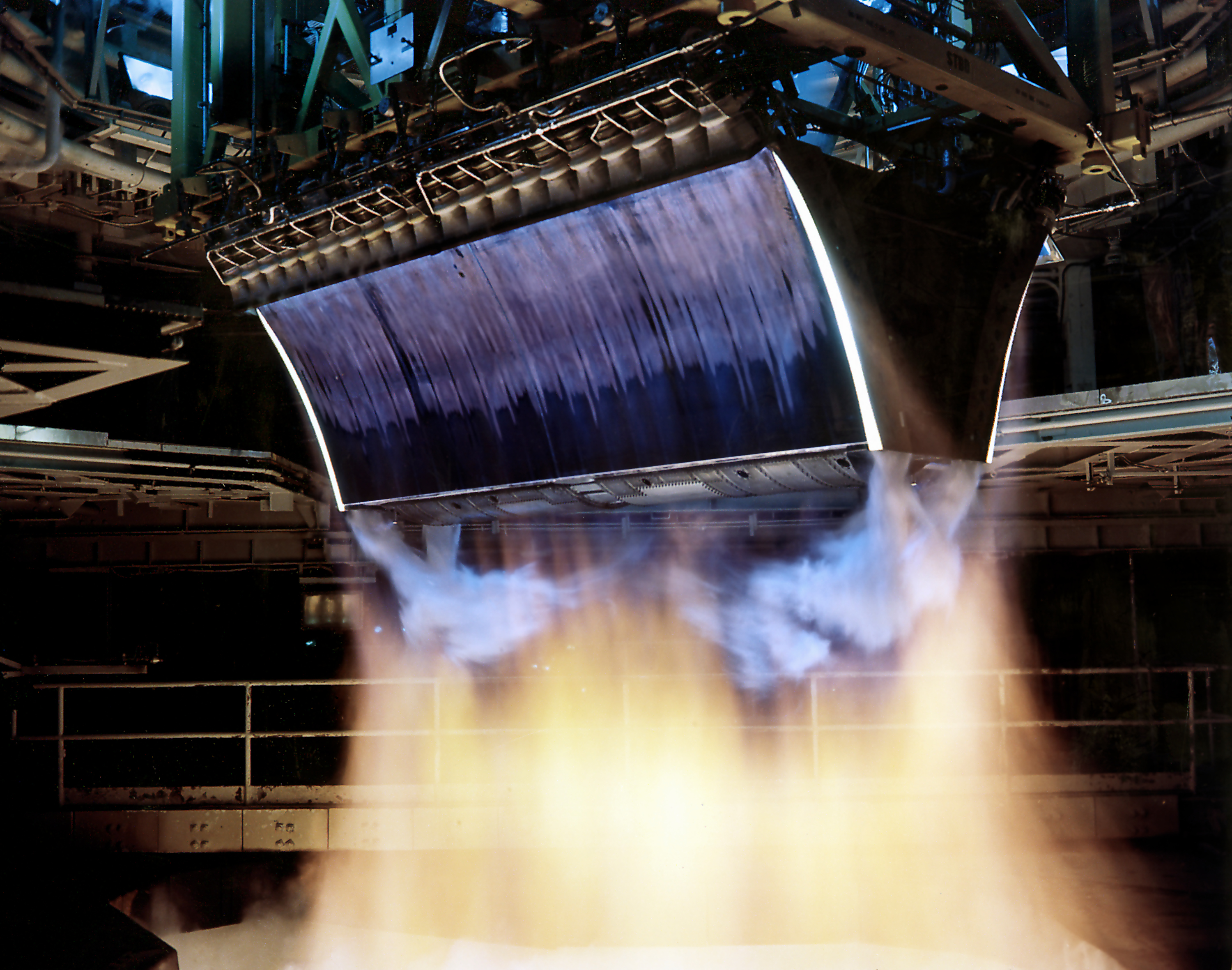
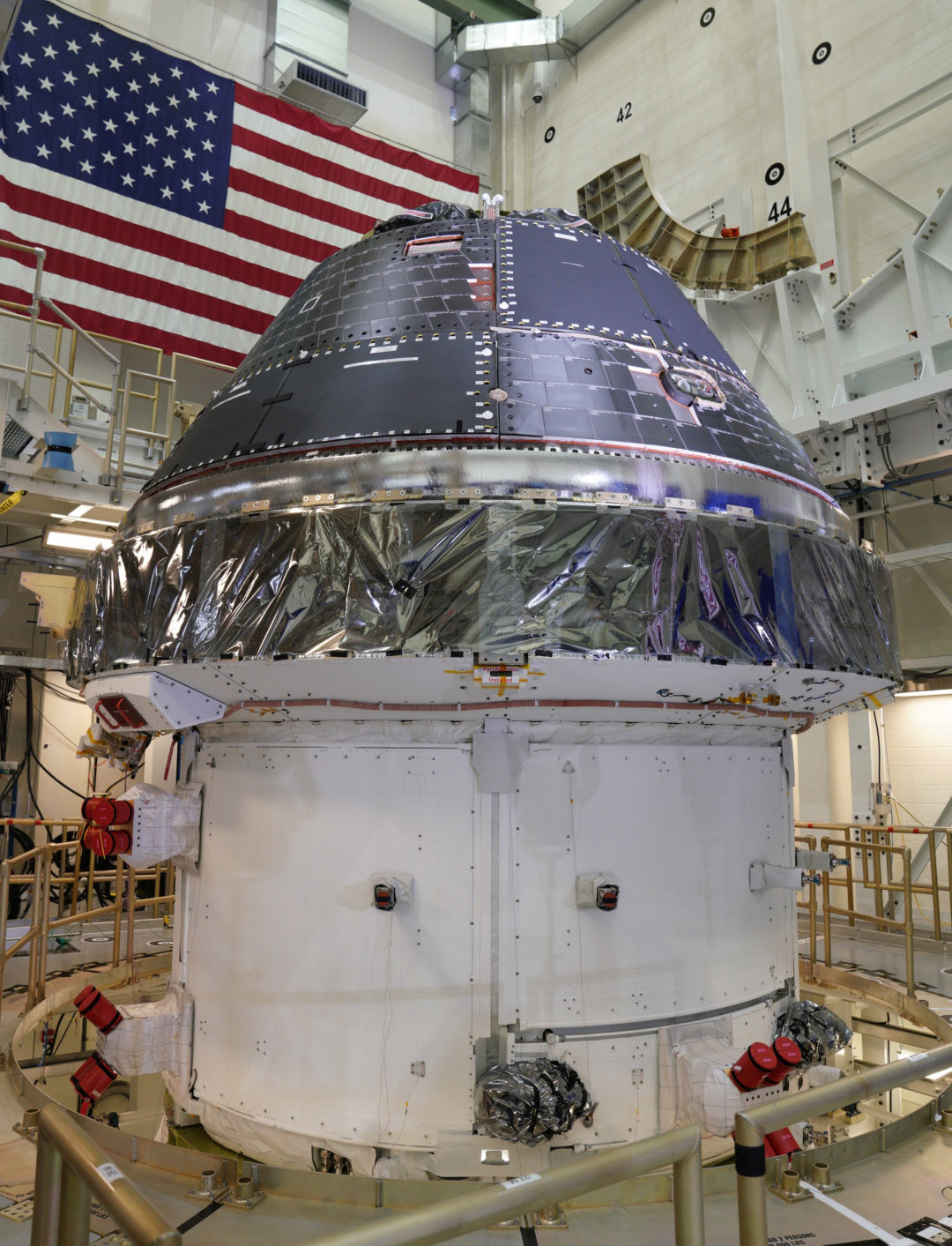